# عبد العزيز المحمد العوهلي
الشيخ عبد العزيز المحمد العوهلي هو أحد رموز واعيان مدينة عنيزة الواقعة بالمملكة العربية السعودية، تتلمذ على يد الشيخ عبد الرحمن بن ناصر السعدي رحمه الله، واستفاد علماً وفكراً منه، وكان له الدور الأكبر في تأسيس وبناء كادر مدرسة دار الأيتام، وتخرج من تحت يده المئات من الطلاب، وتبوأ العشرات منهم مناصب عليا وقيادية خلال العقود الأربعة الماضية.

## النشأة
ولد عبد العزيز المحمد العوهلي في عنيزة الواقعة بالمملكة العربية السعودية عام 1328هـ - 1910م. أصبح يتيم الأم منذ الخامسة، وترعرع في كنف والده، وبنى ذلك الظرف شخصيته العصامية والجادة منذ الطفولة، لذا تولدت لديه نزعة قيادية مبكرة، مما دفع بوالده وعمه عبد الله الناصر العوهلي إلى الاعتماد عليه في إدارة أملاكهم ومزارعهم في عنيزة والبدائع منذ صغره.

## التعليم
تلقى الشيخ عبد العزيز المحمد العوهلي تعليمه في المدارس التقليدية كما هو حال كل أبناء جيله، وتتلمذ على يد الشيخ عبد الرحمن السعدي رحمه الله، والذي رافقه لاحقاً في العديد من رحلاته، إحداها إلى بيروت لعدة أشهر لغرض العلاج، واستفاد علماً وفكراً من الشيخ خلال ملازمته في تلك الفترة، وكان الشيخ يثق به كثيراً وبمشورته.

## عمله
شد عبد العزيز محمد العوهلي الرحال في مقتبل عمره إلى عدن والموانئ الجنوبية والغربية للمملكة للتجارة، وأمضى فيها عدة سنوات، عاد بعدها إلى مسقط رأسه، ورشح لإدارة مدرسة دار الأيتام بعد عودته، وكان له الدور الأكبر في تأسيسها وبناء كادرها.
تخرج من تحت يد عبد العزيز المئات من الطلاب، وتبوأ العشرات منهم مناصب عليا وقيادية خلال العقود الأربعة الماضية، ولا يزال طلابه يستذكرون أبوته وعطفه الشديد عليهم، إلى جانب حزمه في التربية وحدته في تأصيل الخلق القويم فيهم.
كان الشيخ عبد العزيز محمد العوهلي محباً للعلم وأهله، ويرى بعين الإعجاب والتقدير لمن يتكبد عناء السفر والغربة من الجنسين للتحصيل العلمي، وشجع على التخصص في العلوم التطبيقية الحديثة.

## مساهماته
كان رحمه الله ذو فكرٍ نير متفتح، متابع لوسائل الإعلام ويتلقى عبرها أخبار العالم، خاصة السياسية منها والاكتشافات العلمية والصحية. غلب على طبعه سمة الجدية واستهجان إضاعة الوقت فيما لا نفع، وكان دائم التحفيز على استغلال الوقت بالعمل النافع وخاصةً القراءة.
مكنه سداد رأيه من تقديم مشورته على الدوام، وفي شتى القضايا لأفراد المجتمع وأهل المنطقة، وعلى رأسهم أمراء عنيزة حينذاك. عُرف بحبه لعنيزة، وغيرته الشديدة عليها وعلى قضاياها، وخدم المجتمع قبل وبعد تأسيس الهيئة الاجتماعية قرابة أربعون عاماً، بذل فيها قصارى جهده لخدمة المدينة ومصالحها والمجتمع وأفراده، وامتدت خدمته عبر إصلاح ذات البين والتي استنفذت القسم الأكبر من جهده ووقته.
وقد كان عبد العزيز محباً للضعفاء وعوناً لهم في قضاياهم وشؤونهم المتعثرة مع الغير، وسعى بماله وجاهه كثيراً لتسهيل أمورهم ونفعهم.
كما كان صادقاً يجل الصادقين، ويمقت الكذب وأهله وينكر الظلم والجور مهما علا مصدره، وينصر المظلوم كائناً من كان، وسجلت له مواقف اجتماعية وأخرى عامة عديدة، صدح فيها بالحق وتبنى مبادئه ونافح عنها بقوة. عد المروءة معياراً رئيسياً في تقييمه للآخرين، ورأى العمل الاجتماعي والتطوعي ضرباً من المروءة، وزرع ذلك الحس في مجتمعه القريب.
لم يكن ميالا للظهور والبروز، بل كان يستهوي الإخلاص في العمل بصمت. اعتزل العمل الاجتماعي المؤسسي والرسمي في أواخر عمره بعد نصيحة وإلحاح من الأطباء لتأثر صحته سلباً، خاصةً وأنه كان يعاني من قرحة مزمنة، ولكنه لم ينقطع عن مجتمعه في تقديم العون والمساعدة للمحتاجين، والمشورة وإصلاح ذات البين في الأسر والأفراد.

## وفاته
توفي رحمه الله في مستشفى القوات المسلحة بالرياض في جمادي الثانية من عام 1417هـ - 1996م بعد معاناة لخمسة أشهر مع المرض، واحتضنته أرض عنيزة التي أحبها وتفانى في خدمتها حيث ووري الثرى فيها.

## مؤسسة عبد العزيز المحمد العوهلي الخيرية لتنمية المجتمع
ترك الشيخ عبد العزيز المحمد العوهلي لأبناءه قيم ومُثل تدفعهم لإكمال مسيرته المليئة بالعطاء، فقاموا بإنشاء مؤسسة عبد العزيز المحمد العوهلي الخيرية لتنمية المجتمع كي تكون خير داعم للمجتمع وأفراده، ومجمع دائم للأفكار التي تسعي لتنمية ومساعدة الجميع.
1. ↑  "عبدالعزيز بن محمد العوهلــــــي". جمعية واحة الوفاء لمساندة كبار السن. اطلع عليه بتاريخ 2024-02-09.